# Влада Филипа Христића
Кнез Михаило је у октобру 1860. саставио овако своје прво министарство: Филип Христић кнежевски представник и министар иностарних дела; Јеврем Грујић министар правде; Никола Христић министар унутрашњих дела; Јован Гавриловић министар финансија. Министарство Христићево претрпело је једну важну измену у јуну 1861. Грујић је испао из владе.
На неколико месеци после Преображенске скупштине, у децембру 1861, одступа Христићево министарство.

## Чланови владе
| Функција                                          | Слика                    | Име и презиме                            | Детаљи                                                                                            |
| ------------------------------------------------- | ------------------------ | ---------------------------------------- | ------------------------------------------------------------------------------------------------- |
| Представник књажевски и попечитељ иностраних дела |                          | Филип Христић                            |                                                                                                   |
| Попечитељ внутрених дела                          |                          | Никола Христић                           |                                                                                                   |
| Попечитељ правосудија                             |                          | Јеврем Грујић                            | до 28.6/10.7. 1861.                                                                               |
| Попечитељ правосудија                             | Ђорђе Д. Ценић           |                                          |                                                                                                   |
| Попечитељ финансија                               |                          | Јован Гавриловић                         |                                                                                                   |
| Попечитељ просвештенија                           |                          | Јован Филиповић                          | Кнез Михаило је 4/16. новембра 1860. године преименовао Попечитељство просвете у Управу просвете. |
| Управа просветних дела (формирана 4/16.11. 1860)  |                          | Јован Филиповић                          | управник, 11/23.11. 1860 — 29.12.1860/9.1.1861                                                    |
| Начелник Главне војне управе                      |                          |                                          |                                                                                                   |
|                                                   | Константин Хранисављевић | 31. децембра 1860. − 22. септембра 1861. |                                                                                                   |
|                                                   | Иполит Монден            | од 22. септембра 1861.                   |                                                                                                   |
| Управитељ Главне управе грађевина                 |                          |                                          |                                                                                                   |
|                                                   | Иполит Монден            | од 20. марта 1861.                       |                                                                                                   |
|                                                   |                          |                                          |                                                                                                   |